# مارليس تير بورخ
مارليس تير بورخ (بالهولندية: Marlies ter Borg)‏ فيلسوفة، كاتبة ومؤلفة هولندية. من بين أعمالها تتركز على دراسة نصوص مصحف القرآن الكريم ونصوص الكتاب المقدس. قامت بتأليف كتاب «القرآن والكتاب المقدس في قصص» وكتاب «إشراك مريم: القرآن والكتاب المقدس جنب إلى جنب». كلى العملين يركزان على دراسة مقارنة بين الكتابين.
اهتمامها العلمي في هذا الميدان يستهدف نشر ثقافة الوعي والتسامح والتشجيع على التعرّف على كلا المصدرين من أجل تعزيز التفاهم المشترك بين أتباع الإسلام والمسيحية.